# Székelyszentmihály
Székelyszentmihály (1899-ig Szentmihály, románul Mihăileni) falu Romániában, Hargita megyében.

## Fekvése
A falu Székelykeresztúrtól 14 km-re északkeletre, a Gada-, a Szalon- és a Szalom-patakok Nyikóba torkollásánál fekszik. Közigazgatásilag Siménfalvához tartozik. Köves-patakai mentén kisebb iszapvulkánok jelzik, hogy metángázas vonulat található a közelben.
Szomszédos települések Bencéd, Kisfalud, Nyikómalomfalva, Sükő, Székelydobó, Vágás és Kobátfalva.

## Története
1333-ban pápai dézsmajegyzékben említik először. A falu középkori templomát Szent Mihály arkangyal tiszteletére szentelték. A Hármashalom nevű helyen áll a falu '48-as vértanúinak oszlopa, akiket 1848. november 6-án gyilkoltak le a császári vezér jelenlétében. A kivégzés Ugron János ma is álló kúriájában történt.
A Székelyszentmihály nevet a 18. században kapta, hogy megkülönböztethető legyen az azonos hangzású falvaktól. 1910-ben 458 lakosa volt, 1992-ben 452 lakosából 447 magyar, 5 cigány. A trianoni békeszerződésig Udvarhely vármegye Székelykeresztúri járásához tartozott.

## Látnivalók
- unitárius temploma a középkori templom köveinek (köztük sok római kőnek) felhasználásával 1841 és 1850 között épült klasszicista stílusban.[1]
- A Szalon-patakáról azt tartja a hagyomány, hogy az egykori Firtosvár szalonjából ered.[2]

## Híres emberek
- Itt született 1851-ben Varga Dénes tordai pedagógiai író.
- Itt született 1856-ban  Tarcsafalvi Albert kolozsvári tanár-igazgató.